# Elstorf
Elstorf est un quartier de la commune de Neu Wulmstorf, dans le Land de Basse-Saxe.

## Géographie
Elstorf comprend les villages d'Ardestorf et Elstorf-Bachheide. Avec Schwiederstorf, Elstorf forme à peu près le centre géographique de la commune de Neu Wulmstorf. Elstorf et ses quartiers se situent à la limite orientale du Geest de Zeven.

## Histoire
Des traces de la culture des vases à entonnoir, période du Néolithique, telles que le tumulus d'Elstorf ou le tumulus de Daerstorf, fournissent la preuve d'une colonisation précoce dans la région.
Au XIIe siècle, une chapelle est construite à Elstorf sur une petite colline. Au XIVe siècle, Elstorf fait partie des possessions du comte de Schwerin zu Harburg, sur la rive gauche de l'Elbe.
Elstorf accède à l'indépendance en 1543 et comprend alors onze villages. Au fil du temps, certains villages comme Neugraben et Neu Wulmstorf deviennent plus grands et donc indépendants.
À partir du XVIIe siècle, le bailliage d'Elstorff avec 15 communes fait partie de l'amt de Moisburg dans la principauté de Lunebourg.
Pendant l'occupation napoléonienne, Elstorf, avec 268 habitants, est la plus grande commune de la mairie de Moisburg après Moisburg et appartient au département des Bouches-de-l'Elbe.
Elstorf et Schwiederstorf ne sont occupés que peu avant la fin de la Seconde Guerre mondiale, le 20 avril 1945, par la Compagnie A de l'unité d'infanterie 1st Rifle Brigade et le 8th King's Royal Irish Hussars des troupes anglaises.
Le 1er mai 1964, l'enclave Elstorfer Moor est intégrée à la commune de Wulmstorf. Le 1er juillet 1972, Elstorf, avec Ardestorf et Bachheide, est incorporée à la commune de Neu Wulmstorf.

## Infrastructure
Elstorf se situe sur la Bundesstraße 3.

## Personnalités
- Heiner Schönecke (né en 1946), homme politique.
- AlexiBexi (né en 1989), vidéaste web.